# Piatra Șoimului - Scorțeni - Gîrleni
Piatra Șoimului - Scorțeni - Gîrleni este o arie protejată (arie de protecție specială avifaunistică — SPA) din România întinsă pe o suprafață de 37.383,7 ha, integral pe uscat.

## Localizare
Aria naturală se întinde în extremitatea central-nordică a județului Bacău, pe teritoriile administrative ale comunelor Balcani, Blăgești, Gârleni, Hemeiuș, Mărgineni, Pârjol, Scorțeni și Strugari și în cea sudică a județului Neamț, pe teritoriul municipiului Piatra Neamț și pe cele ale comunelor Borlești, Cândești, Dumbrava Roșie, Piatra Șoimului, Rediu și Tazlău. Situl este străbătut de drumul național DN2G care leagă Bacăul de Comănești. Centrul sitului Piatra Șoimului - Scorțeni - Gîrleni este situat la coordonatele 46°42′37″N 26°32′20″E / 46.710142°N 26.539008°E.

## Înființare
Situl Piatra Șoimului - Scorțeni - Gîrleni a fost declarat arie de protecție specială avifaunistică (ROSPA0138) în octombrie 2011 prin Hotărârea  de Guvern nr. 971 (pentru modificarea și completarea Hotărârii Guvernului nr. 1.284/2007 privind declararea ariilor de protecție specială avifaunistică ca parte integrantă a rețelei ecologice europene Natura 2000 în România). Situl include rezervația naturală Pădurea Arsura.

## Biodiversitate
Aria protejată (încadrată în bioregiunea geografică alpină a estului munților Goșmanu și cea continentală din lunca dreaptă a Bistriței) reprezintă o zonă naturală alcătuită din păduri de foioase, păduri în amestec, râuri (valea Tazlăului), pajiști, pășuni, terenuri arabile și culturi; ce asigură condiții de hrană, cuibărit și viețuire pentru efective de păsări migratoare, de pasaj sau sedentare. Aceasta nu include niciun habitat protejat.
La baza desemnării sitului se află 19 specii avifaunistice protejate la nivel european (prin Directiva CE 147/CE din 30 noiembrie 2009, privind conservarea păsărilor sălbatice - anexa II-a) sau aflate pe lista roșie a IUCN; astfel: acvilă-țipătoare-mică (Aquila pomarina), bufniță (Bubo bubo), caprimulg (Caprimulgus europaeus), barză albă (Ciconia ciconia), cristel de câmp (Crex crex), ciocănitoare de grădină (Dendrocopos syriacus), ciocănitoare neagră (Dryocopus martius), presură de grădină (Emberiza hortulana), șoim călător (Falco peregrinus), muscar gulerat (Ficedula albicollis), muscar mic (Ficedula parva), ciuvică (Glaucidium passerinum), sfrâncioc roșiatic (Lanius collurio), sfrânciocul cu frunte neagră (Lanius minor), ciocârlie de pădure (Lullula arborea), viespar (Pernis apivorus), ciocănitoare verzuie (Picus canus), huhurez mic (Strix uralensis) și silvie porumbacă (Sylvia nisoria).